# دوري ميانمار الوطني
دوري بورما لكرة القدم هي مسابقة كرة القدم بين أندية بورما .
البطل الحالي هو يانغو يونايتد.